# Sven Norrman
Sven Aron Edvard Norrman (ur. 18 marca 1891 w Sztokholmie, zm. 8 lutego 1979 tamże) – szwedzki inżynier i przemysłowiec.
Od roku 1912 pracował w ASEA i był przedstawicielem firmy na teren Rosji do 1917. W 1925 został dyrektorem biura ASEA w Warszawie, od 1930 dyrektorem Polskiego Towarzystwa Elektrycznego ASEA, które w 1937 stało się spółką zależną szwedzkiego koncernu. W czasie okupacji niemieckiej co dwa, trzy miesiące odwiedzał Polskę na podstawie wiz, okazjonalnie wydawanych przez rząd okupacyjny w Krakowie i doglądał interesów firmy. Jako jeden z obywateli szwedzkich miał wówczas kontakty z polskim ruchem oporu, w tym z komórką wewnątrz spółki ASEA. Na jej potrzeby przewoził nielegalnie materiały konspiracyjne do Szwecji, które następnie trafiały do Anglii. W przemyślnie skonstruowanych skrytkach przekazywał listy, tajne raporty, mikrofilmy z dokumentacja fotograficzną. Z powrotem do Polski przewoził instrukcje oraz duże ilości waluty. Był jednym z tych, którym udało się wydobyć pierwsze dokumenty poświadczające decyzję Konferencji w Wannsee o „ostatecznym rozwiązaniu kwestii żydowskiej”, które trafiły do polskiego rządu na uchodźstwie w maju 1942. 
W lipcu 1942 roku gestapo wpadło na trop szwedzkiej grupy kurierów. Po otrzymaniu wiadomości o aresztowaniu Nilsa Berglinda w Berlinie, odwołał zaplanowany na 12 lipca lot do stolicy Niemiec i pozostał do końca wojny w Sztokholmie.
Po wojnie dwukrotnie przybył do Warszawy w roku 1945 i 1947. Sporządził wówczas album fotograficzny dokumentujący zniszczenia stolicy Polski. Za swoje zasługi w 1974 roku otrzymał Krzyż Armii Krajowej.
Od 1963 był żonaty z Kariną Marią Norrman (1907–1973).